# 丝孢堆黑粉菌
丝孢堆黑粉菌（学名：Sporisorium reilianum）是属于黑粉菌目黑粉菌科孢堆黑粉菌属的一种真菌，寄生在禾本科植物上。该种分布于全世界各地。